# (14846) Lampedusa
(14846) Lampedusa (1989 BH) – planetoida z pasa głównego asteroid okrążająca Słońce w ciągu 3,63 lat w średniej odległości 2,36 j.a. Odkryta 29 stycznia 1989 roku.